# ناحیه الشریعه
ناحیه الشریعه (به عربی: دائرة الشریعة) یک ناحیه در الجزایر است که در ناحیه مرسط واقع شده‌است.